# 楊銓 (正德進士)
杨铨（？—？），字仲衡，江西丰城县（今豐城市）人，明朝政治人物。正德甲戌進士，嘉靖年間官至順天府府尹。

## 生平
正德二年（1507年）丁卯科江西鄉試舉人。正德九年（1514年）甲戌科進士。授湖廣襄陽縣知縣，陞南京監察御史。宸濠之亂後，疏革鎮守、補鄉科，又條陳八事，切中時弊。
嘉靖七年（1528年），升任福建兴化府知府，有德政。因丁憂去官。服闕，補為四川成都府知府，嘉靖十二年（1533年）十二月升本省布政司右参政。十五年六月升河南按察使，十六年十一月陞廣東右布政使，奉命出鎮南關宣威，威懾安南莫登庸。嘉靖二十年底（1542年）升順天府府尹，次年七月因病乞休。